# Departamento Bermejo (Formosa)
Das Departamento Bermejo liegt im Nordwesten der Provinz Formosa im Norden Argentiniens und ist eine von neun Verwaltungseinheiten der Provinz.
Es grenzt im Norden an Paraguay, im Osten an das Departamento Patiño, im Süden an die Provinz Chaco und im Westen an das Departamento Ramón Lista und das Departamento Matacos.
Die Hauptstadt des Departamento ist Laguna Yema.

## Bevölkerung
Nach Schätzungen des INDEC stieg die Zahl der Einwohner im Departamento Bermejo von 12.710 (2001) auf 14.393 Einwohner im Jahre 2005.

## Gliederung
Das Departamento Bermejo besteht aus Laguna Yema, einer Gemeinde dritter Kategorie, den beiden Comisiones de Fomento Los Chiriguanos und Pozo de Maza und der Junta Vecinal Provincial Pozo del Mortero.
Koordinaten: 24° 12′ S, 61° 12′ W